# Torta (gastronomía mexicana)
Una torta es un sándwich mexicano que se elabora con un pan (generalmente una telera, pero también puede ser con micha, con bolillo, con birote o baguette) el cual se parte por la mitad y se rellena de diferentes ingredientes. Las tortas pueden servirse frías o calientes. Además del consumo casero, se comercializan en locales conocidos como torterías, o bien en puestos callejeros.
En el estado de Puebla también se le conoce con el nombre de torta al pan con el que son hechas. No hay una fecha exacta que dé cuenta del origen de esta pieza de pan, de la cual se menciona que tuvo su origen en Puebla durante los inicios de 1900, cuando en la «Ciudad de los Ángeles» se adoptaban algunas costumbres francesas.

## Origen
El nombre torta proviene de las tortas españolas, que a su vez tienen un origen muy antiguo. En España, la torta es un tipo de pan redondo y plano (más ancho que alto), que se preparaba de una manera diferente en cada pueblo o región. En algunos, se regaban con aceite de oliva, quedando un pan con la corteza dorada y brillante (véase tortas de aceite). Para las tortas mexicanas se usa el pan conocido como telera, aunque también la micha, el bolillo y el birote.
En un callejón porfiriano de la Ciudad de México comenzó la primerde tortas de lomo, jamón, sardina y pollo; poserriormente se desarrollaron tortas de otros ingredientes.. Las primeras tortas ahogadas surgieron en Guadalajara, Jalisco, a principios del siglo XX, con relatos que sitúan su origen en la década de 1920 o 1930.

## Ingredientes
Suelen estar aderezadas con mayonesa, mostaza, crema, tomate, aguacate, frijoles y cualquier tipo de chile o combinación de ellos como el chile jalapeño, chipotle, y salsas o guacamole, etc.
A nivel comercial por el contrario se limitan a unos pocos tipos de relleno, tales como milanesa, carne de res, pierna de cerdo adobada, jamón, lomo, pollo, queso Oaxaca, queso amarillo, salchicha, chorizo, mariscos, tocino, etc.
Existen preparaciones de tortas específicas como la toluqueña, la suiza, la michoacana, la queretana, la cubana, la tejana, la rusa, la pachuqueña, la argentina, la española, etc. De todos los tipos de combinaciones destaca la cubana, que consiste en la mezcla de todos los ingredientes que se tengan, por lo que suele ser la más grande y cara de todas.
Por razones comerciales algunos expendios prefieren apodarles con nombres de personalidades famosas: Thalía por la cantante, Tatiana por la cantante para niños, la brody por el portero mexicano de fútbol Jorge Campos.
Existen tortas típicas de una región del país, tales como las tradicionales tortas ahogadas de Guadalajara, las guacamayas de León o las tortas de la Barda de Tampico, Tamaulipas o las guajolotas que llevan un tamal frito o al natural dentro de un bolillo, y que son típicas de la Ciudad de México. En Puebla se llama «torta árabe» a la rellena con carne al estilo árabe, en la cual se remplaza el pan de pita por una telera.
En todo el país, la torta es usada como un alimento de conveniencia, esto gracias a que al estar hecha sobre la base de un pan de consistencia medio gruesa, la torta puede contener los jugos de sus rellenos, además de que al poderse rellenar con productos resistentes a la putrefacción, pueden prepararse con mucho tiempo de antelación a su consumo, la torta puede ser embolsada ya sea en plástico o bolsa de papel y puede ser llevada sin correr el riesgo de que se deshaga o humedezca como comúnmente sucede con el sándwich o hamburguesas.
La torta puede ser consumida a cualquier hora del día y no está limitada por el lugar.

## Tipos de tortas

### Torta de jamón
La torta de jamón es una versión de la torta mexicana, en la que el ingrediente fuerte o principal es el jamón. Comúnmente, este tipo de torta era de las más sencillas, el programa El Chavo del Ocho la popularizó tanto que la hizo una de las más famosas del país.
Sencilla en ingredientes: birote, bolillo, micha o telera, jamón, cebolla, jitomate, aguacate, frijoles, mayonesa, mostaza, sal y chiles, que dependiendo del gusto pueden ser chiles jalapeños.
Hay también variantes como la de jamón virginia, jamón de pavo, jamón de pierna de cerdo y las complementan con queso manchego, queso amarillo, queso fresco, y queso de puerco. Esta versión de torta está presente en cada puesto de tortas y tortería de cada estado y ciudad del país. El sabor está íntimamente vinculado al tipo, la calidad y la cantidad de jamón agregado al refrigerio...

### Torta de cochinita pibil
Este tipo de tortas es muy popular en la parte sur del país. Su elaboración consiste principalmente en el uso de la cochinita pibil, la cual está hecha de carne de puerco, marinada en achiote, naranja agria y pequeñas hojas de laurel, y son acompañadas principalmente con cebolla morada en escabeche y con chiles habaneros, si se desea darle picor.

### Torta de tamal
La torta de tamal es un platillo típico de la zona centro de México. Su preparación es demasiado simple y sencilla. Con el uso de un tamal de pollo (o puerco, dependiendo del gusto de la persona), y un pan bolillo. El agregar salsa verde, queso fresco, y crema agria, ya es meramente opcional.

### Torta ahogada
En el estado de Jalisco se puede ver la llamada torta ahogada, la cual consiste en un bolillo relleno de frijoles y carnitas (carne de puerco frita), la cual se sumerge en abundante salsa picante (a modo de enchiladas) y se puede acompañar con otros ingredientes como aguacate, cebollas, etc.

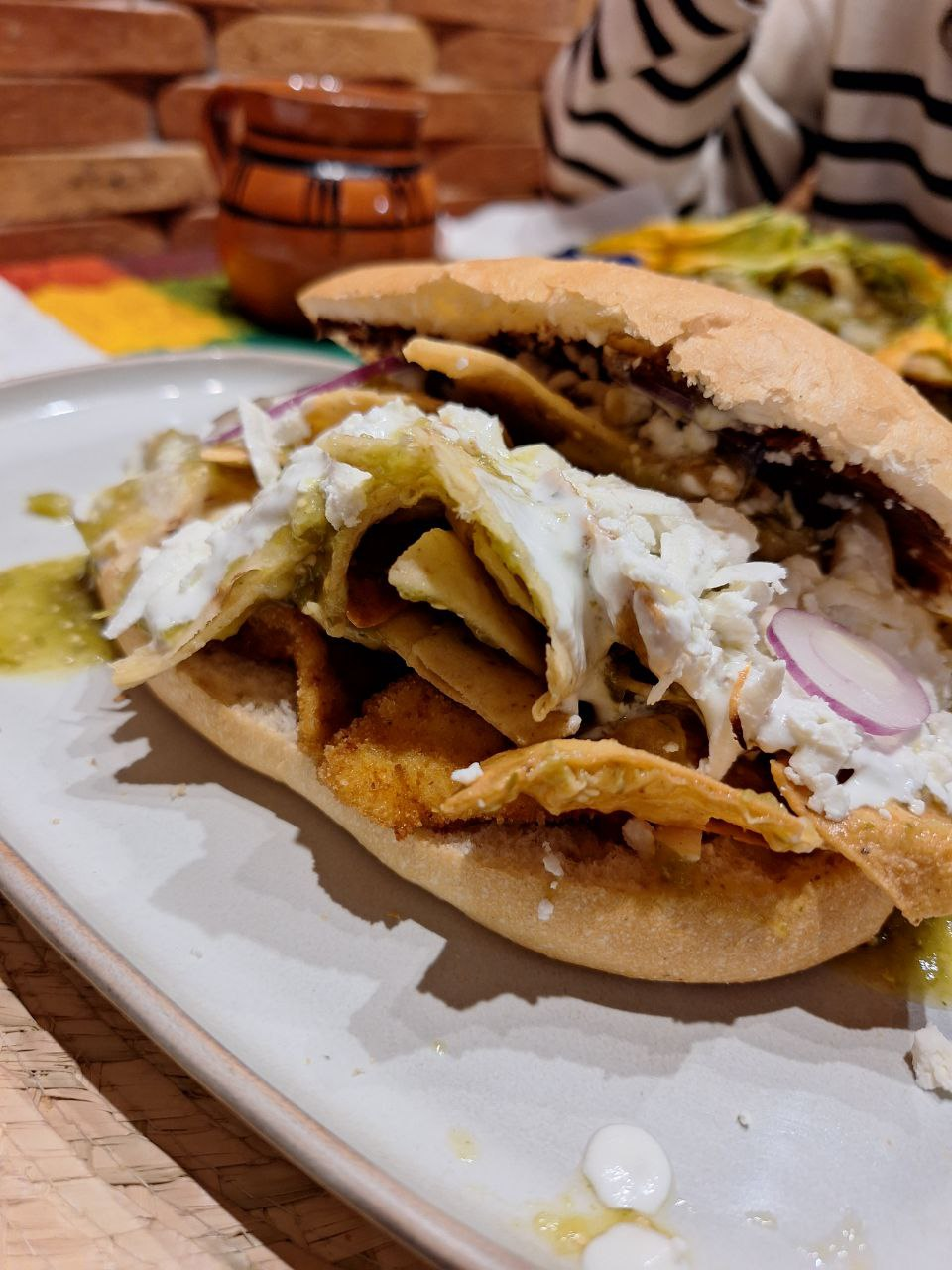
Torta de chilaquiles con pollo

### Torta de chilaquiles
Las tortas de chilaquiles, también conocida como «tecolota», es un platillo típico del centro de México, al igual que la torta de tamal, la cual consiste en una telera rellena de chilaquiles (ya sean rojos o verdes) y frijoles (a veces acompañados de queso, crema o lechuga).

### Lonches
El lonche es un tipo de torta originaria de Guadalajara, Jalisco. Se diferencia de las demás tortas debido al pan que se utiliza en su preparación, el cual consiste en un pan blanco tipo birote fleima de estructura rígida y crujiente. Así como las otras tortas, los lonches pueden llevar en su interior diversos ingredientes como jamón, lomo, queso Oaxaca, panela, aguacate, etc.

### Torta de la Barda
Es originaria de la Zona Sur de Tamaulipas, principalmente en las ciudades de Tampico, Madero y Altamira. Está hecha de pan de sal (Bolillo), jamón, queso de puerco, frijoles negros refritos, chicharrón en salsa verde, queso amarillo, queso blanco, chorizo, carne deshebrada, tomate, cebolla y aguacate.

### Torta de agua y manteca
Jesús Flores y Escalante, historiador de la vida en México, apunta que en la ciudad de Puebla, entre 1847 y 1862, se vislumbraban los primeros vestigios de una deliciosa torta de agua.
Se trata de un modesto pan de bajo costo creado en la ciudad de Puebla con influencias españolas y de la repostería francesa. Es un pan blanco y rústico de forma ovalada con los bordes achatados, corteza firme de color café pálido, maleable, crujiente y de textura áspera, del tamaño de la palma mediana de una mano. La torta de agua se elabora de forma artesanal por los panaderos poblanos, quienes adoptaron este nombre por la composición de los ingredientes y la utilizan para las «tortas preparadas» de Puebla.
Sobre la torta de manteca o común el proceso es similar a la de agua, pero aquí la grasa se vuelve un ingrediente fundamental. Además, en este proceso intervienen máquinas de metal que revuelven, dividen y forman la masa antes de pasar al horno. Estas piezas de pan son comunes, pero menos atractivas para el paladar; no obstante, se han vuelto una opción más amigable con el bolsillo de las familias poblanas, ya que cuestan entre 50 centavos o un peso por debajo de la torta de agua.

## Festival de la torta

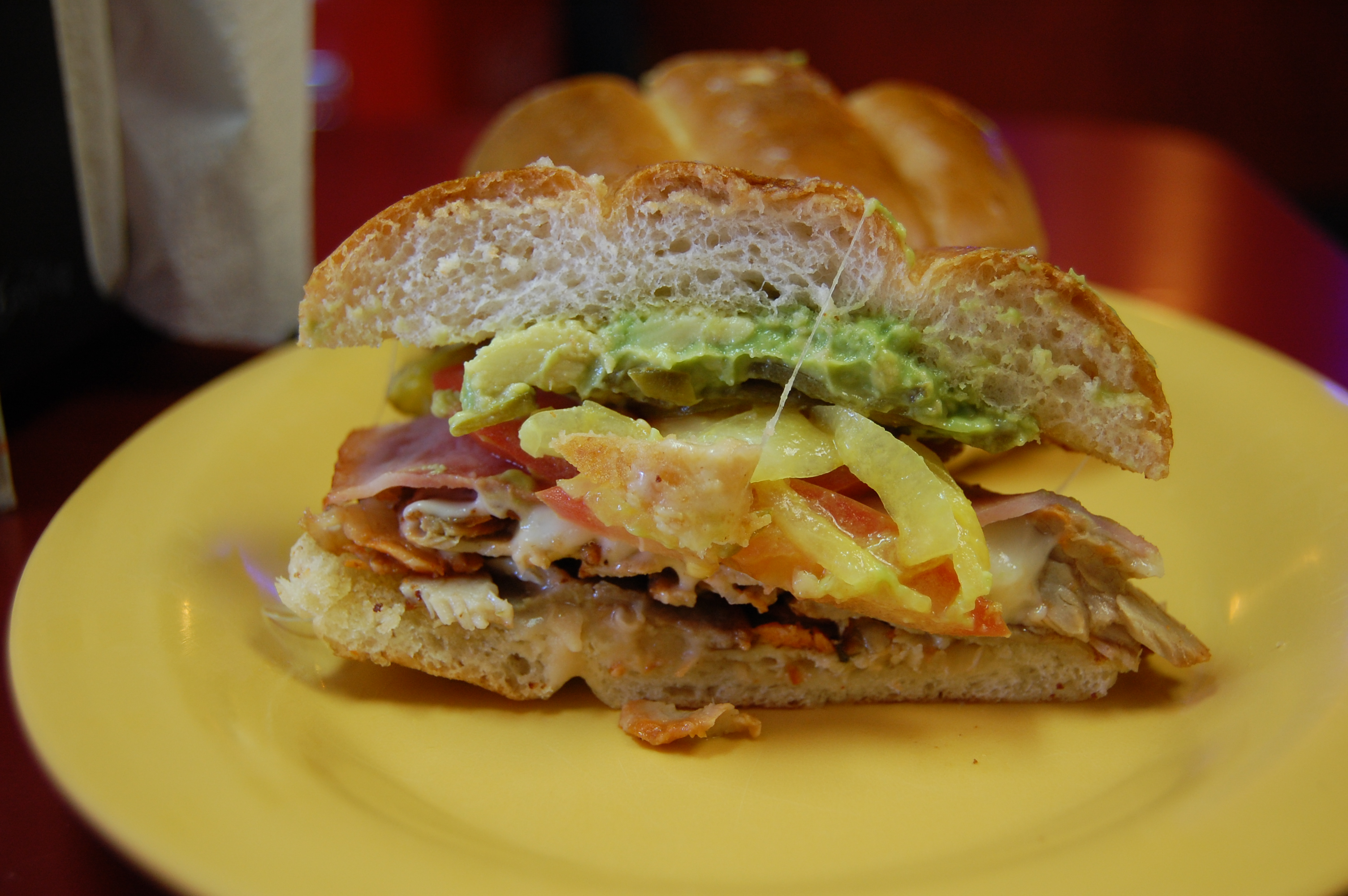
Vista transversal de una torta de lomo con jamón y aguacate.

En el pueblo de Villa de Tezontepec, Hidalgo, las tortas son una industria y desde el año 1996 el gremio adoptó al Señor de la Humildad como su santo patrono, al que festejan cada 1 de mayo.
Ese día el banquete principal consiste en la repartición gratuita de entre 12 y 15 mil tortas, para un estimado de 20 mil visitantes que acuden a ser parte de este peculiar festejo.
A partir del año 2003, se instituyó en la explanada de la delegación Venustiano Carranza de la Ciudad de México el «Festival de la Torta», con la finalidad de promover su consumo entre la población y rescatar su valía como patrimonio gastronómico mexicano, ya que paulatinamente la torta ha sido desplazada por otros alimentos de comida rápida, como hamburguesas y pizza.

## Torta en la cultura
Algunos dichos populares que se refieren a la torta son:
- «Se comieron la torta antes del recreo»: indica que se hizo algo antes de lo permitido o debido, por lo regular cuando una mujer se embaraza antes de contraer matrimonio.

- «Traía la torta bajo el brazo»: se refiere a que con la llegada de alguien (por lo regular el nacimiento de un bebé) también llega algo bueno.

- «Te quedarás como el perro de las dos tortas»: se refiere que al tratar de tener dos cosas al mismo tiempo y al no poder decidir por alguna de ellas se termina perdiendo ambas.